# Первая лига Грузии по футболу
Эровнули лига 2 (груз. ეროვნული ლიგა 2) — второй по уровню после Высшей лиги футбольный дивизион Грузии, носит это название с 2017 года, ранее назывался Пирвели лига (Первая лига; груз. პირველი ლიგა).
В последнее время (так же было изначально и в ряде последующих сезонов) лига представляет собой единый турнир, в котором в 2017 году выступали 10 клубов.
Периодически лига делилась на 2 зоны — «Запад» и «Восток» (или 2 группы — «А» и «Б»). Победители этих зон (групп) выходили в Высшую лигу, а клубы, занявшие последние места, выбывали во Вторую лигу, победители зон («Запад» и «Восток») которой замещали их в Первой лиге.
Однако на деле ввиду различных форс-мажорных обстоятельств ротация команд иногда получалась более существенной, нежели изначально было заявлено в регламенте.

## История
Первый розыгрыш лиги состоялся в 1990 году после выхода грузинских команд из чемпионата СССР. Тогда турнир носил название Второй дивизио', и в нём участвовало 20 клубов, из которых по итогам сезона наверх поднялись 3 лучших.
В следующем году в лиге выступали 18 клубов. Победитель выходил в элиту не напрямую, а только в случае выигрыша в переходном матче с последней командой Высшей лиги. 4 последних клуба Второго дивизиона вылетели не напрямую, а после поражений в переходных матчах.
В дальнейшем чемпионат Грузии перешёл на систему «осень-весна». Первым в новом формате стал сезон-1991/92, в котором во Втором дивизионе играли 20 клубов, из которых 2 первых получили право выхода в Высшую лигу напрямую.
В первенстве-1992/93 произошло резкое сокращение команд в грузинском футболе, в итоге в лиге играло всего 16 клубов.
В следующем сезоне был изменён формат турнира — он был разделен на 2 зоны («Восток» и «Запад»), в которых играло 18 и 14 команд соответственно. Право на повышение в классе получил только 1 клуб, который определился в стыковом матче между победителями зон.
В первенстве-1994/95 поменялось количество команд в группах «Восток» и «Запад» — их стало 16 и 13 соответственно. Оба победителя групп повысились напрямую, покинули же турнир 2 худших клуба с «Востока» и 1 худший с «Запада».
В сезоне-1995/96 число команд в зонах увеличилось — их стало 19 на «Востоке» и 20 на «Западе». Прямой выход в высший эшелон снова получили оба победителя зон.
В следующем первенстве опять изменилось количество клубов — теперь их было 20 в группе «Восток» и 17 в группе «Запад». Право на повышение в классе напрямую получили 3 команды: 2 лучших на «Востоке» и победитель на «Западе».
По итогам сезона-1997/98 выход в Высшую лигу завоевали 2 клуба. В первенстве-1998/99 вновь трансформировался формат лиги: количество участников было сильно увеличено, а зоны «Восток» и «Запад» были разделены на 2 подгруппы («А» и «Б») каждая.
Всего в турнире участвовали 55 команд (15 в «А» и 14 в «Б» на «Востоке», по 13 в каждой из подгрупп на «Западе»). Право прямого повышения получили 2 клуба, которые определились в стыковых матчах между победителями подгрупп каждой из зон.
А команды, проигравшие в этих встречах, получили дополнительный шанс выйти в Высшую лигу: для этого они сначала сыграли ещё 1 стыковой матч между собой, а затем его победитель сразился с неудачником стыковых матчей 13-го и 14-го (из 16) клубов Умаглеси лиги. В итоге успеха добились только победители зон.
После окончания первенства-1999/2000 никто не попал в Высшую лигу, которая сокращалась с 16 до 12 команд. По результатам сезона-2000/01 в элиту вышли 3 клуба, причём «Самгурали» из Цхалтубо — по итогам переходного матча с 10-й (из 12) командой Умаглеси лиги.
Перед первенством-2001/02 снова поменялся формат турнира — зоны были объединены в 1 лигу, в которой выступили 12 клубов. Соревнование было разделено на 2 этапа. На первом команды играли между собой по традиционной схеме — каждая со всеми поочерёдно дома и в гостях.
По итогам этой части турнира последний клуб покинул лигу, а остальные были разделены на 2 группы: в первой 6 лучших команд боролись за повышение в классе, а во второй 5 худших определили ещё одного неудачника сезона. В группе сильнейших 2 лучших клуба получили право выхода в Умаглеси лигу напрямую, а третья команда играла переходный матч с 10-м (из 12) клубом высшего эшелона.
После сезона-2002/03 в элиту вышли 3 команды, причём «Мцхета» из одноимённого города — по результатам переходного матча с 10-м (из 12) клубом Умаглеси лиги.
В первенстве-2003/04 число участников турнира было увеличено до 16. Планировалось, что только команды, занявшие первые 2 места, получат возможность подняться напрямую, ещё 2 клуба сыграют переходные матчи, а 5 худших покинут лигу. В итоге из-за финансовых проблем 2 лучшие команды отказались от участия и вылетели во Вторую лигу, а место в высшей лиге получил «Зестафони» — новый клуб из одноимённого города (команда «Металлург» Зестафони заняла последнее 16-е место в турнире и прекратила существование).
В следующем сезоне также участвовали 16 клубов. Опять предполагалось, что лишь команды, финишировавшие на двух первых местах, повысятся напрямую, а вылетят 3 последних клуба. Однако из-за расширения лиг на следующий сезон в итоге в элиту попали сразу 5 команд, а выбыла всего 1.
В первенстве-2005/06 количество клубов Пирвели лиги было увеличено до 18. Команды, занявшие первые 2 места, получили право на повышение в классе напрямую; 3-я и 4-я (без учёта результатов дублей клубов Высшей лиги) играли (обе неудачно) переходные матчи с 13-м и 14-м (из 16) клубами элиты; а 3 последних покинули Первую лигу.
В сезоне-2006/07 также выступало 18 команд. Клубы, финишировавшие на двух первых местах, вышли наверх напрямую; 3-я команда турнира провела (неудачно) переходный матч с 12-м (из 14) клубом Умаглеси лиги; а команды, занявшие 4 последних места, выбывшая во Вторую лигу.
В первенстве-2007/08 лига вновь была реформирована — она опять разделилась на 2 зоны («Восток» и «Запад»), в каждой из которых играло по 10 клубов. Повышения напрямую добилась только 1 команда, которая определилась в стыковом матче между победителями зон.
Клуб, проигравший в данной встрече, получил дополнительный шанс (которым в итоге не воспользовался) выйти в Высшую лигу, проведя ещё 1 стыковой матч с 11-й (из 14) командой элиты.
В сезоне-2008/09 было увеличено число клубов — теперь их стало по 11 в каждой из зон. В первенстве-2009/10 зоны были снова упразднены, а в единой лиге выступали 15 команд. Клубы, занявшие 2 первых места, получили повышение в классе. В сезоне-2010/11 количество участников было увеличено до 17.
Сезон-2011/12 вновь принёс изменения в формат турнира, в очередной раз поделив его 2 группы по 10 команд в каждой. В следующем первенстве произошло лишь небольшое добавление — в группах стало по 12 клубов. В сезоне-2013/14 число участников было опять увеличено — теперь до 13 и 14.
Первенство-2014/15 (на фоне расширения Умаглеси лиги с 12 до 16 команд), ознаменовалось сокращением обеих групп до 10 клубов. В сезоне-2015/16 снова вернули единую схему турнира, в котором стартовали 18 команд. В 2017 году количество участников и в элите, и во втором эшелоне уменьшилось до 10 клубов.

## Участники
Группа «А»
| Клуб                | Город      | Стадион     | Вместимость |
| ------------------- | ---------- | ----------- | ----------- |
| Адели (1, МЛ)       | Батуми     | Адели       | 1000        |
| Бахмаро (4)         | Чохатаури  | ?           | ?           |
| Гагра (4)           | Тбилиси    | ?           | ?           |
| Имерети (4)         | Хони       | ?           | ?           |
| Кахети (4)          | Телави     | ?           | ?           |
| Самгурали (?, МЛ)   | Цхалтубо   | 26 мая      | 12000       |
| Колхети (Хоби) (10) | Хоби       | Центральный | 12000       |
| Мачахела (4)        | Хелвачаури | ?           | ?           |
| Сабуртало (4)       | Тбилиси    | ?           | ?           |
| Саповнела (4)       | Тержола    | ?           | ?           |
| СТУ (4)             | Тбилиси    | ?           | ?           |
| Шукура (4)          | Кобулети   | ?           | ?           |

Группа «Б»
| Клуб               | Город      | Стадион           | Вместимость |
| ------------------ | ---------- | ----------------- | ----------- |
| Алгети (10, УЛ)    | Марнеули   | ?                 | ?           |
| Бетлеми (4)        | Кеда       | ?                 | ?           |
| Динамо (5)         | Батуми     | Центральный       | 18 600      |
| Локомотив (9, УЛ)  | Тбилиси    | им. Михаила Месхи | 24 680      |
| Мерцхали (9)       | Озургети   | Городской         | 5500        |
| Колхети (Поти) (4) | Поти       | ?                 | ?           |
| Скури (?, МЛ)      | Цаленджиха | ?                 | ?           |
| Чиатура (11)       | Чиатура    | Магароэли         | 11 700      |
| Чхеримела (?, МЛ)  | Харагаули  | ?                 | ?           |
| Самтредиа (4)      | Самтредиа  | ?                 | ?           |
| Саско (4)          | Тбилиси    | ?                 | ?           |
| Сулори (4)         | Вани       | ?                 | ?           |

## Победители и призёры
| Сезон                              | 1-е место                                                 | 2-е место                                                         | 3-е место                                                   |
| ---------------------------------- | --------------------------------------------------------- | ----------------------------------------------------------------- | ----------------------------------------------------------- |
| 1990*                              | Сулори (Вани)                                             | Маргвети (Зестафони)                                              | Алазани (Гурджаани)                                         |
| 1991*                              | Мретеби (Тбилиси)                                         | Кахети (Телави)                                                   | Окриба (Ткибули)                                            |
| 1991/92*                           | Иверия (Хашури)                                           | Кахети (Телави)                                                   | Магароэли (Чиатура)                                         |
| 1992/93*                           | Шукура (Кобулети)                                         | Магароэли (Чиатура)                                               | Саповнела (Тержола)                                         |
| 1993/94*                           | Дуруджи (Кварели) [Восток] Эгриси (Сенаки) [Запад]        | Анзи (Тбилиси) [Восток] Анако (Озургети) [Запад]                  | Тетри Арциви (Тбилиси) [Восток] Мешахте (Ткибули) [Запад]   |
| 1994/95*                           | Сиони (Болниси) [Восток] Эгриси (Сенаки) [Запад]          | Мерани-91 (Тбилиси) [Восток] Кахабери-Ягуари (Хелвачаури) [Запад] | Месхети (Ахалцихе) [Восток] Мешахте (Ткибули) [Запад]       |
| 1995/96*                           | Мерани-91 (Тбилиси) [Восток] Самгурали (Цхалтубо) [Запад] | Динамо-2 (Тбилиси) [Восток] Анжели (Абаша) [Запад]                | Моркинали (Тбилиси) [Восток] Магароэли (Чиатура) [Запад]    |
| 1996/97                            | Моркинали (Тбилиси) [Восток] Магароэли (Чиатура) [Запад]  | Локомотив (Тбилиси) [Восток] Мешахте (Ткибули) [Запад]            | Цхинвали (Гори) [Восток] Мерцхали (Озургети) [Запад]        |
| 1997/98                            | АСК (Тбилиси)                                             | Иберия (Самтредиа)                                                | Иверия (Хашури)                                             |
| 1998/99                            | Тбилиси (Тбилиси)                                         | Колхети (Хоби)                                                    | Гарцкали (Дзвели-Анага) Сулори (Вани)                       |
| 1999/00                            | ?                                                         | ?                                                                 | ?                                                           |
| 2000/01                            | Гурия (Ланчхути)                                          | Металлург (Зестафони)                                             | Самгурали (Цхалтубо)                                        |
| 2001/02                            | Милани (Цнори)                                            | Дила (Гори)                                                       | Кобулети (Кобулети)                                         |
| 2002/03                            | Лазика (Зугдиди)                                          | Мерцхали (Озургети)                                               | Мцхета (Мцхета)                                             |
| 2003/04                            | Кобулети (Кобулети)                                       | Самгурали (Цхалтубо)                                              | Милани (Цнори)                                              |
| 2004/05                            | Амери (Тбилиси)                                           | Боржоми (Боржоми)                                                 | Спартак (Тбилиси)                                           |
| 2005/06                            | Чихура (Сачхере)                                          | Мерани (Тбилиси)                                                  | Гагра (Тбилиси)                                             |
| 2006/07                            | Мглеби (Зугдиди)                                          | Месхети (Ахалцихе)                                                | Гагра (Тбилиси)                                             |
| 2007/08                            | Гагра (Тбилиси) [Восток] Магароэли (Чиатура) [Запад]      | Динамо-2 (Тбилиси) [Восток] Мешахте (Ткибули) [Запад]             | ВИТ Джорджия-2 (Тбилиси) [Восток] Мерани (Мартвили) [Запад] |
| 2008/09                            | Амери (Тбилиси) [Восток] Самтредиа (Самтредиа) [Запад]    | Чихура (Сачхере) [Восток] Баия (Зугдиди) [Запад]                  | ВИТ Джорджия-2 (Тбилиси) [Восток] Мерани (Мартвили) [Запад] |
| 2009/10                            | Торпедо-2008 (Кутаиси)                                    | Колхети (Поти)                                                    | Мерани (Мартвили)                                           |
| * Лига называлась Второй дивизион. |                                                           |                                                                   |                                                             |